# Aplocheilichthys mediolateralis
Aplocheilichthys mediolateralis és una espècie de peix pertanyent a la família dels pecílids.

## Descripció
- Pot arribar a fer 5 cm de llargària màxima.[5][6]

## Hàbitat
És un peix d'aigua dolça, bentopelàgic i de clima tropical.

## Distribució geogràfica
Es troba a Àfrica: conques dels rius Cuango i Kasai a Angola i, possiblement també, la República Democràtica del Congo.

## Estat de conservació
Podria veure's afectat per les activitats mineres a nivell regional (extracció de diamants).

## Observacions
És inofensiu per als humans.